# متحف آثار أم قيس
متحف آثار أم قيس متحف أثري أردني يقع في العاصمة الأردنية عمان. كان المتحف بيت قديم في بلدة أم قيس، وتأسس المتحف على آثاره في عام 1987.

## التأسيس
```
  رممت 
دائرة الآثار العامة
 بالتعاون مع 
المعهد الألماني البروتستانتي
 للآثار أحد البيوت القديمة في بلدة 
أم قيس
 عام 1987م واستخدمته متحفا تم افتتاحه في نفس الفترة. وهو منزل لشيخ الروسان.
[
1
]
```

## قاعات المتحف
ويضم هذا المتحف قاعتين، تضم أولاهما ثلاث خزائن، خصصت أحداهما للفخار من أسرجه وجرار صغيرة وأقنعة وغيرها، وهي تمتد من الفترة الهيلينستيه وحتى الفترة الإسلامية.
أما الخزانة الثانية فتحوي ما اكتشف داخل المقابر في منطقة أم قيس،
وتضم الخزانة الثالثة الحجارة المزخرفة، إضافة إلى جرار فخارية متوسطة الحجم تعود للعصرين الروماني والبيزنطي وبعض التماثيل المصرية من الحجر البازلتي والحجر الكلسي.
أما القاعة الثانية فقد تم تخصيصها للتماثيل الحجرية المتنوعة ومعظمها من الفترة الرومانية. وتوجد داخل المتحف ساحة عامة تضم توابيت حجرية بازلتية وتيجان أعمدة وقواعد أعمدة من الحجر الكلسي والبازلتي إضافة لبوابتين من الحجر البازلتي ولوحات فسيفسائية.

## المشاريع
ويعتبر موقع مدينة أم قيس (جدارا) يؤكد أهميتها التاريخية عبر العصور وهي من المدن العشرة المعروفة بالديكابولس، وتم تنظيمها على الطراز الروماني، وبالرغم من ازدحام منطقة الآثار بالمباني السكنية منذ مئات السنين إلا أن دائرة الآثار العامة قد استكملت البلدة بكاملها كما إنها بدأت بعدد من المشاريع الخاصة بالتنقيب وكذلك مشاريع الترميم وخاصة في المدرج الروماني في وسط المنطقة الأثرية.
وقد ضم متحف الآثار فيها مجموعة ممتازة من لوحات الفسيفساء الملونة وأنواع الفخار والمسكوكات والزجاج والرخام الذي يمثل الفترات الرومانية والبيزنطية والإسلامية.

## صور

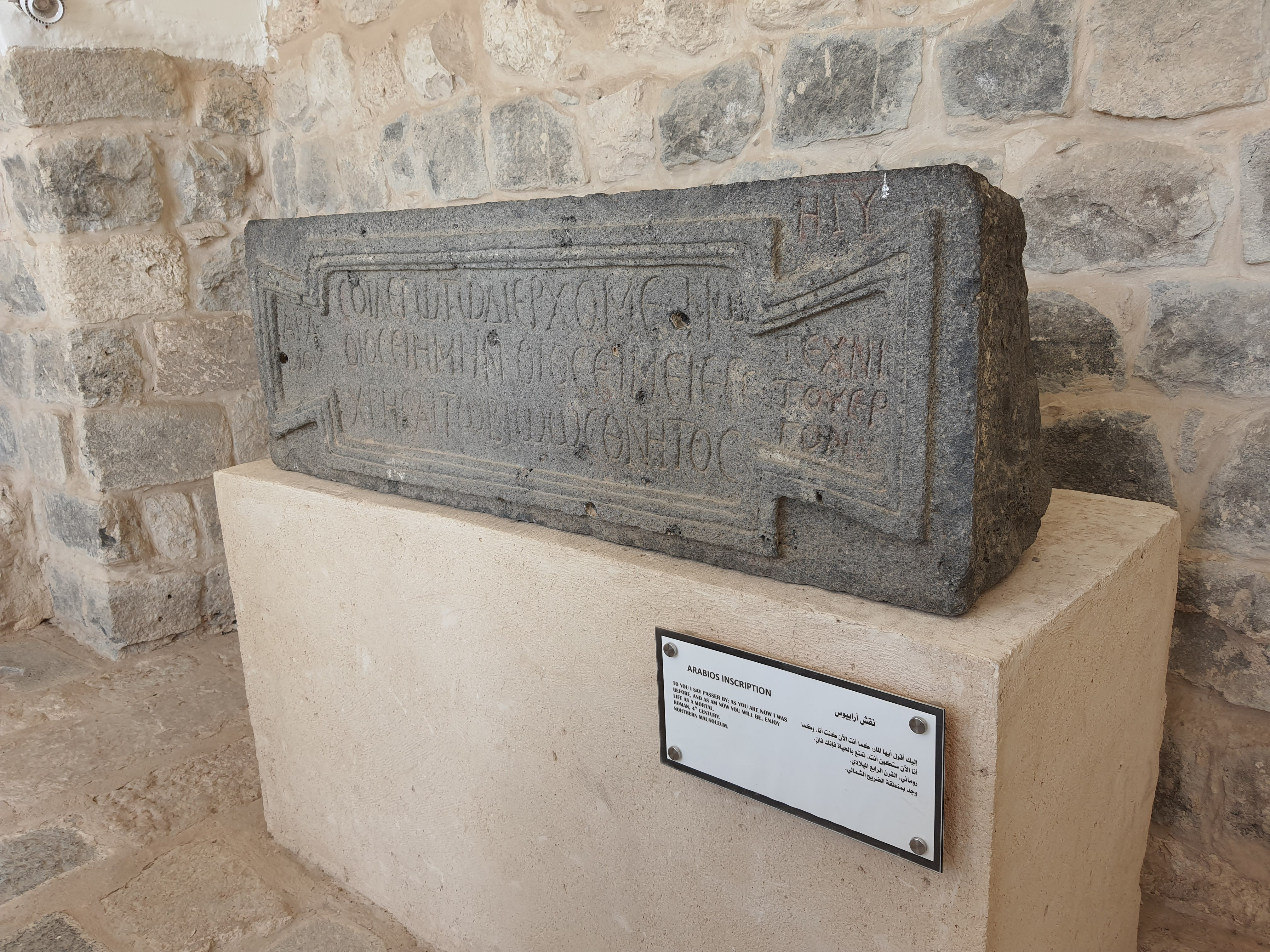
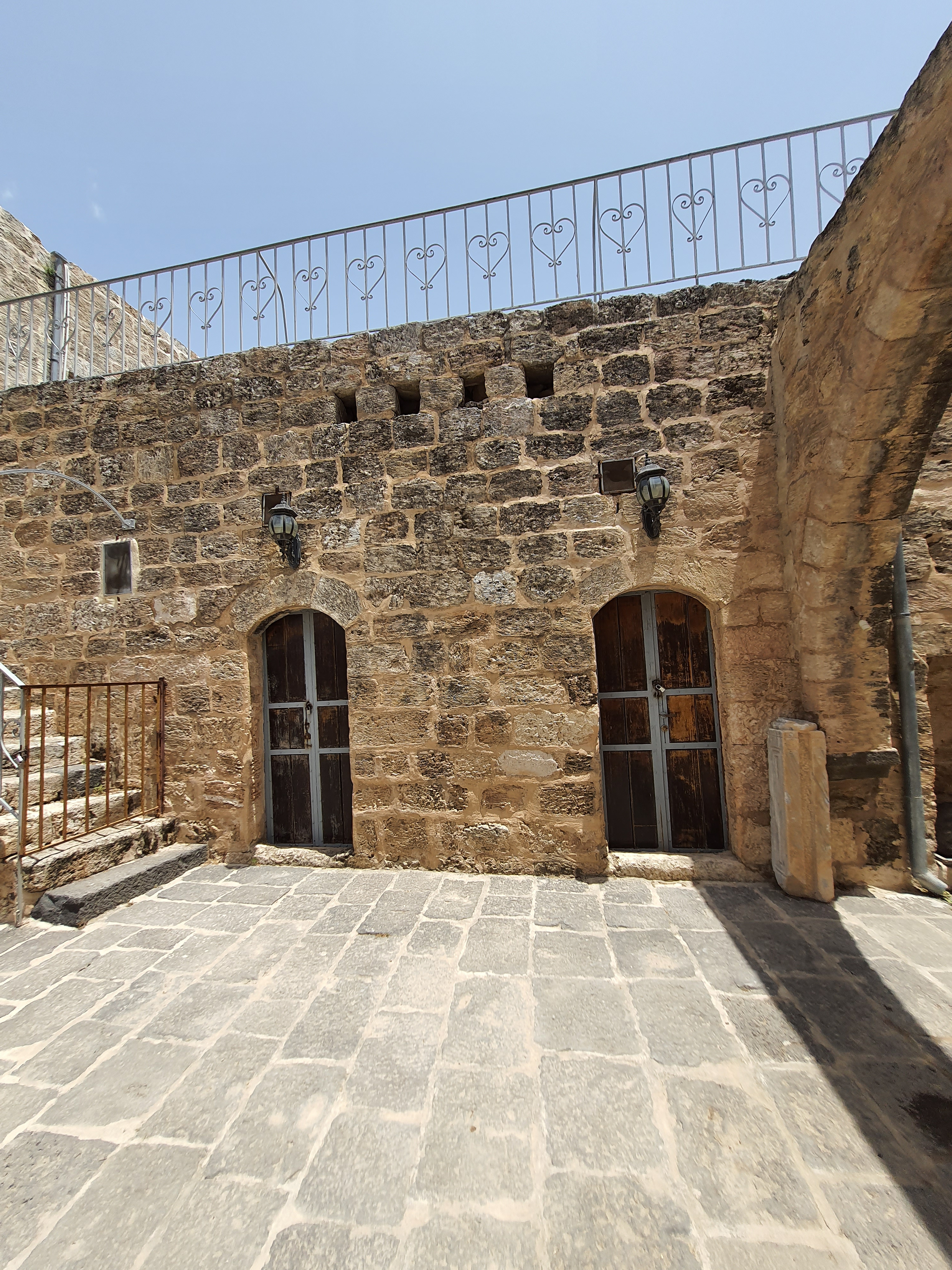
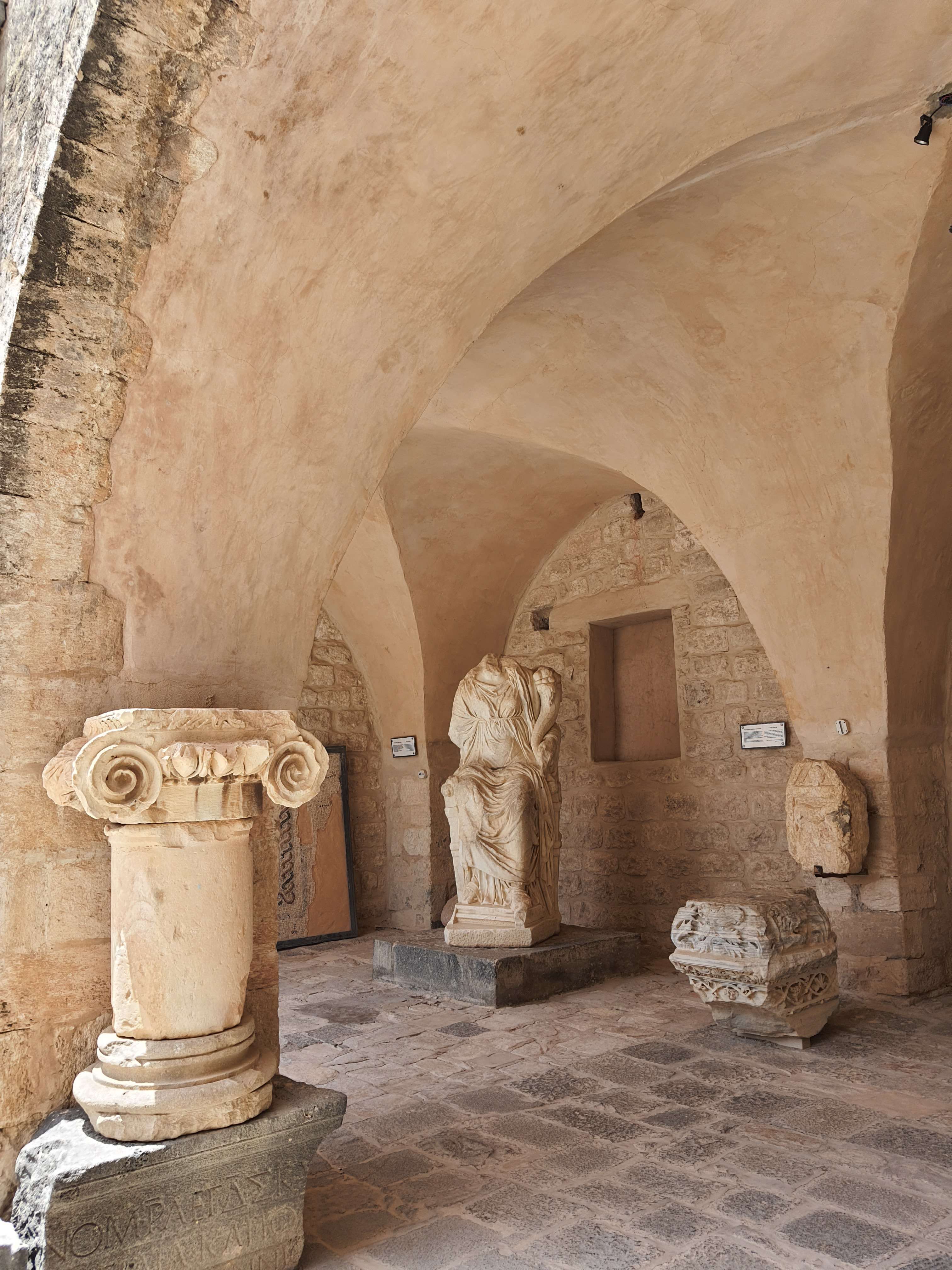
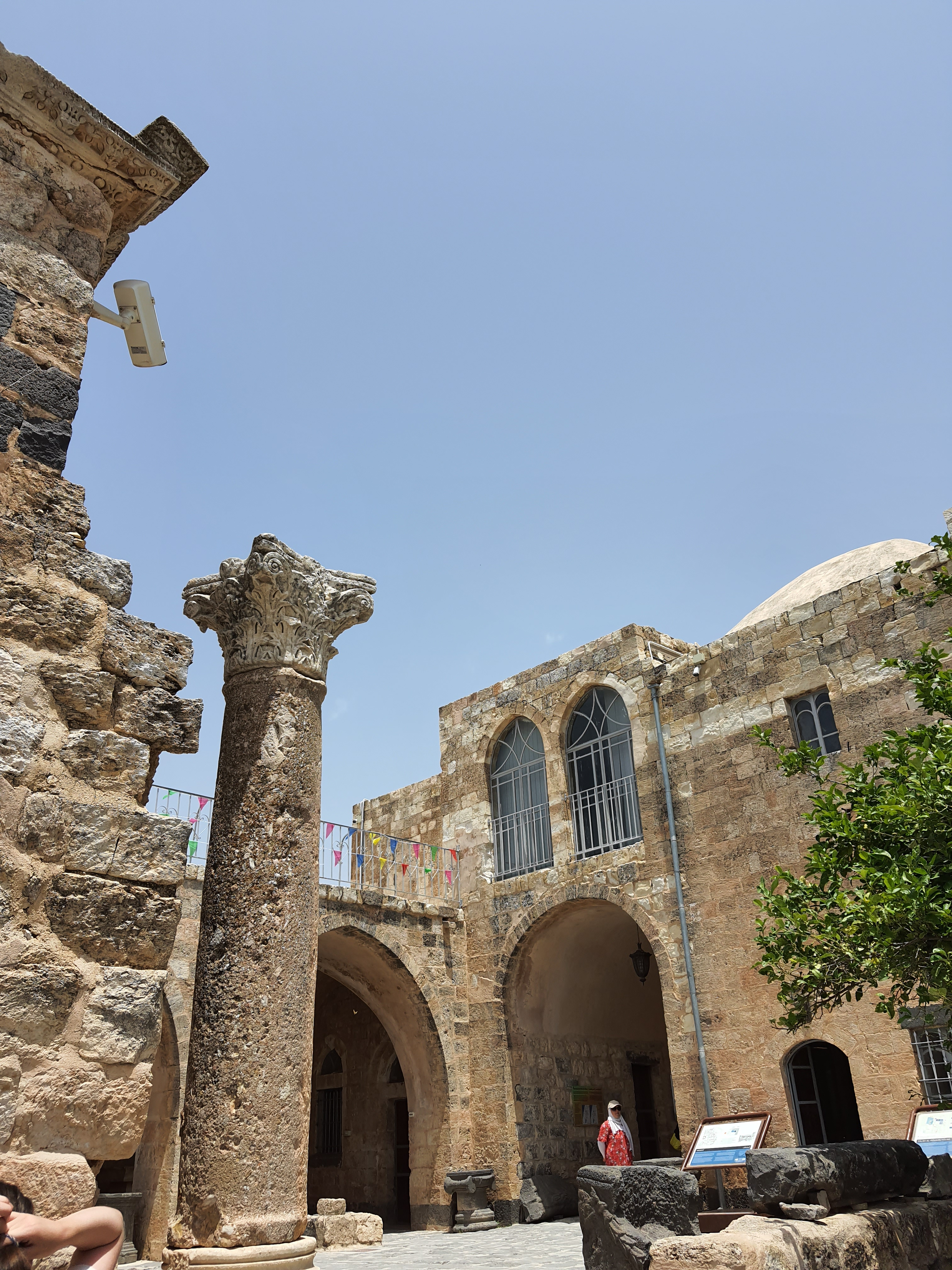
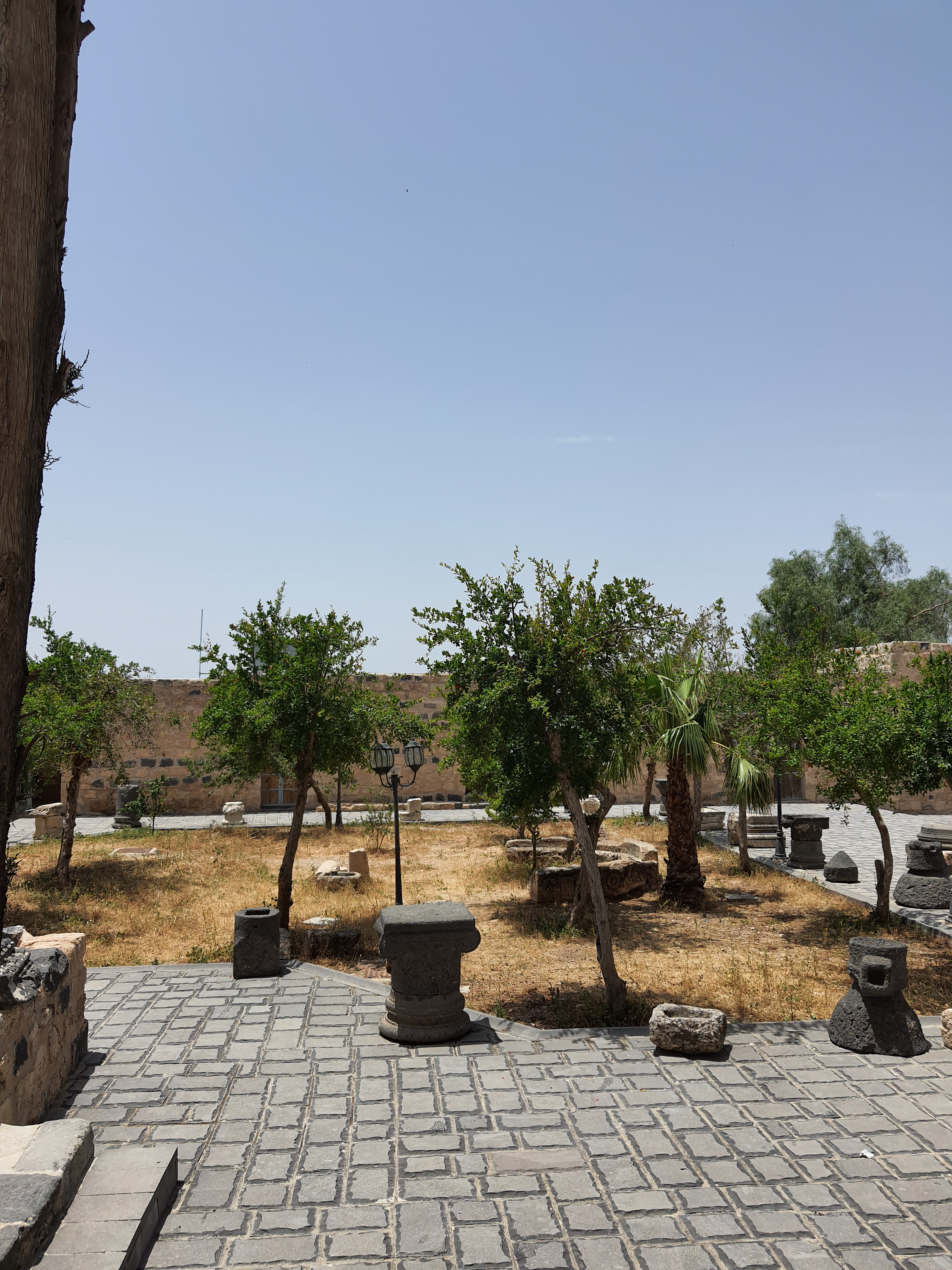